# Garzeno
Garzeno (lombardul: Garzee) település Olaszországban, Lombardia régióban, Como megyében. Lakosainak száma 661 fő (2023. január 1.). Garzeno Cremia, Cusino, Grandola ed Uniti, Pianello del Lario, Plesio, San Bartolomeo Val Cavargna, San Nazzaro Val Cavargna, Dongo, Gravedona ed Uniti, Sant'Antonio és Ticino kanton községekkel határos.

## Népesség
A település lakossága az elmúlt években az alábbi módon változott:
| Lakosok száma | 787  | 754  | 661  |
|               | 2017 | 2018 | 2023 |